# 佩尼亞爾蒙特山脈

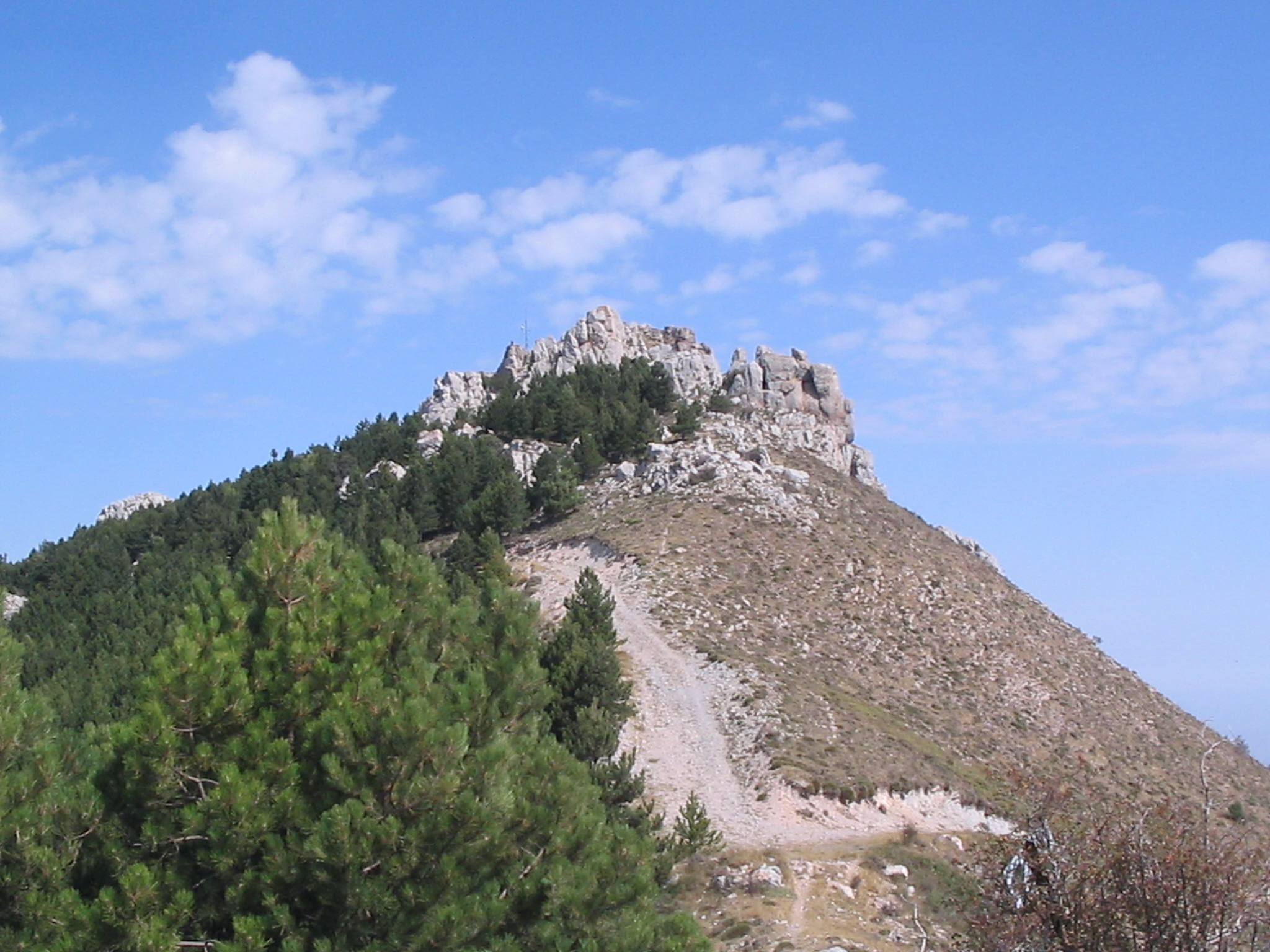

佩尼亞爾蒙特山脈（西班牙語：Sierra de Peñalmonte），是西班牙的山脈，位於該國北部拉里奧哈自治區，處於阿爾內迪略和奧托爾之間，最高點海拔高度1,456米的伊薩薩山。